# Stanisław Nagy
Stanisław Kazimierz Nagy S.C.I. (Bieruñ Stary, 30 september 1921 - Krakau, 5 juni 2013) was een Pools geestelijke en een kardinaal van de Rooms-Katholieke Kerk.
Nagy werd op 8 juli 1945 tot priester gewijd bij de Paters van het Heilig Hart en doceerde sinds 1972 aan de universiteit van Lublin.
Nagy werd op 7 oktober 2003 benoemd tot titulair aartsbisschop van Hólar. Zijn bisschopswijding vond plaats op 13 oktober 2003. Hij werd tijdens het consistorie van 21 oktober 2003 kardinaal gecreëerd, met de rang van kardinaal-diaken. Zijn titelkerk werd de Santa Maria della Scala. Wegens zijn leeftijd was hij niet meer stemgerechtigd op de conclaven van 2005 en 2013.
Nagy heeft verscheidene boeken over paus Johannes Paulus II geschreven en was een medewerker en goede vriend van deze paus.